# Jožef Kalasanc Likavec
Jožef Kalasanc Likavec (tudi Josef Kalasanský Likavec in Joseph Calasanz Likawetz), češki filozof, * 25. november 1773, Žinkovy, † 13. januar 1850, Ljubljana.

### Življenje
Jožef Kalasanc Likavec (tudi Likawetz) se je rodil 25. novembra 1773 na gradu Žinkova na Češkem. Po končani gimnaziji leta 1789 je bil zaposlen kot pisar v vojaški intendanci v Pragi. Po očetovi smrti je stopil v red pijaristov in je bil leta 1798 posvečen v mašnika. Že v času svojega pripravništva na duhovniški poklic je poučeval na normalkah v Lipniku, Přiboru, Mikulovu in Kromerižu. Od leta 1803 do leta 1804 je bil prefekt in profesor filozofije v Löwenburgovem konviktu na Dunaju. Od leta 1804 do 1805 je bil profesor retorike v Pragi, zatem pa še profesor filozofije na piaristovskem filozofskem učilišču v Mostu. Leta 1809 je pomagal na novo ustanoviti filozofsko učilišče v Brnu, kjer je deloval 7 let (do leta 1815). Tega leta je bil imenovan za profesorja teoretične in praktične filozofije na filozofskem učilišču v Gradcu, kjer je ostal velik del svojega življenja (do leta 1835). Med letoma 1822 do 1823 je tu predaval tudi veroznanstvo. Ko je začel s predavanji v Gradcu, je postal tudi pridigar mestne fare Marija Pomagaj. V letu 1825 je prejel doktorski naziv, med letoma 1827 in 1828 je bil prvi rektor obnovljene Univerze v Gradcu, od leta 1831 do 1835 pa je deloval še kot deželni gimnazijski direktor. 
Po Čopovi smrti je bil z odlokom prvega septembra 1836 imenovan za bibliotekarja na liceju v Ljubljani, kjer je ostal do smrti. Biblioteko je sam sistematično uredil in napisal kataloge, ki so še danes v uporabi. Trudil se je za razširitev čitalnice in pridobil mnogo dragocenih knjižnih zbirk, med katerimi je bila tudi Kopitarjeva. Leta 1843 je postal namestnik ravnatelja ljubljanske gimnazije (z nemškim poučevalnim jezikom), od 1844 do 1848 pa je bil direktor ljubljanske gimnazije in deželni gimnazijski direktor za Ilirijo. Bil je član zgodovinskega društva za Kranjsko, Štajersko in Koroško in član Kranjske kmetijske družbe. Umrl je 13. januarja leta 1850 v Ljubljani.

### Dela
Svoja dela je pisal sprva v latinskem, nato pa še v nemškem jeziku. Izdal je:
1. Rede, welche am 16.nov. 1808 bey der feyerlichen Eröfnung der philosophichen Lehranstalt in Brünn vorgetragen worden, Wien 1809;
2. Elementa philosophiae, quae in usum auditorium suorum scripsit Josephus Calasantius Likawetz, Graecii 1812-1814;
3. Elementa iuris naturae, Graecii 1817;
4. Elementa pshilosophiae in sum auditorium philosophiae adumbrata, Pars I-V, Garecii 1818-1820;
5. Grundriss der Erfahrung-Seelenlehre oder empirischen Psychologie, Grätz 1827;
6. Grundriss der Denklehre oder Logik, nebst einer allgemeinen Einleitung in das Studium der Philosophie, Grätz 1828;
7. Grundriss der Erkenntnislehre oder Metaphsik, Grätz 1830;
8. Rede bey der 300-jährigen Jubelfeier der Gründung des Ursulinerinen Klosters in Laybach, Ljubljana 1837;
9. Predigt über den Satz; das unsere wahre und eigentliche Heimat der Himmel sey; Ljubljana, 1839.

### Prevodi v slovenščino
V slovenščino je prevedeno le eno njegovo delo in sicer: Očrt spoznavnega nauka ali metafizika, ki je v slovenskem prevodu izšlo leta 1968.

### Likavčeva filozofija
Likavec je bil vsekakor navdušen nad Kantovo filozofijo, predvsem nad spoznavno teorijo Kritike čistega uma. Glavna Likavčeva filozofska teza je bila istovetnost med spoznavno teorijo in ontologijo. V svojem najpomembnejšem delu je o tem zapisal: "Ontologija namreč ni nič drugega kot čista spoznavna teorija; psihologija, kozmologija, in teologija sodijo na področje uporabne spoznavne teorije ..."
Likavec je v veliki meri sledil Kantovi filozofiji, predvsem njenim spoznavno teoretskim premislekom. Veliko truda je posvečal temu, da so bili njegovi filozofski spisi in predavanja v skladu z verskimi nauki in državniškimi načeli, toda kjub temu je bil iz Gradca izgnan v Ljubljano, ki je v tistem času veljala za provinco, ki ni bila del pomembnega kulturnega in znanstvenega dogajanja v svetu.
Zasnovo celotnega sistema Likavčeve filozofije je ostala taka, kakor jo je zasnoval v svojih Sestavine filozofije (Elementa philisophiae) iz leta 1818 – namreč: empirična psihologija, logika, metafizika, praktična filozofija, naravno pravo. Empirična psihologija pravzaprav ne sodi v ožji sistem Likavčeve metafizike, zakaj kot empirična filozofija ali izkustveni nauk o duši se po Likavcu »...nikakor ne more ukvarjati z reševanjem vprašanj, kaj je duša kot stvar po sebi in v čem je pravzaprav njeno bistvo, zakaj izkustvo nas seznanja z dušo samo toliko, kolikor se le-ta razodeva s svojim delovanjem, ki se ga zavedamo in ki ga zaznavamo na drugih ljudeh« 
Odgovori na vprašanje, kaj je duša sama po sebi, kaj je njeno bistvo, so tedaj temeljni ontološki pojmi, ki izkustveno psihologijo šele omogočajo s tem, da omejijo in odprejo področje njenega raziskovanja, tj. odkrijejo njen predmet. Podobno je tudi z drugimi empiričnimi znanostmi.
Filozofsko najbolj dognano Likavčevo delo je gotovo Podlaga spoznavne teorije ali metafizike (Grundriss der Erkenntnislehre oder Metaphysik) iz leta 1830, ki po svoji zgradbi in vsebini že jasno stopa po poti žive kritično-transcendentalne filozofske misli. V okviru metafizike je najbolj spremenjena prav ontologija. Ta prehod se pri Likavcu pokaže v tem, da ontologijo docela izenači s spoznavno teorijo, kar pomeni, da je transcendentalna analiza pogojev vsega izkustva obenem že eksplikacija ontoloških struktur predmeta; te strukture pa ne veljajo več za transcendentne strukture »predmeta po sebi« (neodvisno in zunaj vsakega izkustva), temveč so transcendentalne strukture predmeta. Nanašajo se samo na izkustven predmet in ga s tem šele konstituirajo v predmet. Videti je, da je prav to nagibanje h kritično-transcendentalni misli naletelo v takratni Avstriji pri konservatvcih na odpor in so bili najbrž prav zaradi tega Likavčevi spisi prepovedani, sam Likavec pa je zašel v nemilost.